# 殷姓
殷姓是一個中國人的姓氏，在《百家姓》中排名第74位。

## 姓氏起源
1. 源出於子姓，是殷商王族的後裔，商朝于第十代君王盤庚時遷都于殷（今河南安陽小屯），史稱「殷朝」。周朝武王克殷後，殷朝王族子孫就以故國名爲姓，即殷氏。(出自《世本》)。
2. 西戎有亳國（今陝西省西安市境內）自稱殷商後裔，秦憲公滅亳，賜其氏北殷，後又自改為殷。（出自《姓氏考略》）
3. 古有殷水，在河南潁川附近，居住在殷水邊的人就以殷爲姓，稱爲殷氏。（《急就篇》姓字注）

## 地望分佈
- 山东微山县
- 河北長平（今河北省西華縣）
- 安徽汝南郡
- 河南河南府
- 彭城郡
- 安徽省太湖县
- 安徽省砀山县
- 江苏省淮安市区及涟水县
- 湖北省武汉市蔡甸区、仙桃市
- 四川省内江市威远县
- 云南省东川
- 湖北省孝感市（大悟縣）
- 浙江省青田县
- 福建安溪
- 台灣台南市後壁區墨林村/安溪寮：該村住戶以殷姓為主，祖先於明末清初移民自福建安溪
- 中山石岐山際尾村

## 延伸阅读
[在维基数据编辑]
 《百家姓》
 《欽定古今圖書集成·明倫彙編·氏族典·殷姓部》，出自陈梦雷《古今圖書集成》